# Władysław Neneman
Władysław Jan Neneman (ur. 14 stycznia 1930 w Kazimierzu Biskupim, zm. 29 września 2019 w Godziszcze) – polski dyplomata, ambasador PRL w Pakistanie (1979–1984).

## Życiorys
Syn Jana i Marii. W młodości uprawiał lekkoatletykę. Jego największym sukcesem było zwycięstwo w konkursie skoku wzwyż na nieoficjalnych halowych mistrzostwach Polski w 1954 w barwach Gwardii Wrocław z wynikiem 1.80. Jego rekord życiowy wynosi 1.86 (8.10.1953).
Ukończył studia na Uniwersytecie Wrocławskim, gdzie również pracował jako asystent (1954–1955). Zatrudniony w Ministerstwie Spraw Zagranicznych, był m.in. attaché ambasady PRL w Londynie (1958–1962) oraz I sekretarzem Stałej Misji przy Narodach Zjednoczonych (1965–1969). W 1979 rozpoczął misję jako ambasador nadzwyczajny i pełnomocny PRL w Pakistanie. Był członkiem Komitetu Praw Gospodarczych, Społecznych i Kulturalnych ONZ (1986–1992). W latach 1989–1991 był Stałym Przedstawicielem przy UNESCO w Paryżu.
Odznaczony Złotym Krzyżem Zasługi i Krzyżem Kawalerskim Orderu Odrodzenia Polski.